# Rob Gauntlett
Rob Gauntlett (10 de mayo de 1987 - 10 de enero de 2009) fue un explorador, aventurero y conferencista motivacional británico.

## Primeros años
Gauntlett creció en Inglaterra en el poblado de Petworth, Sussex del Oeste, recibiendo su educación en el Christ's Hospital. Habiendo finalizado su colegio hizo un recorrido ciclista de Bilbao a Estambul.

## Everest
En el año 2003, sin experiencia en escalada, Gauntlett y un amigo del colegio de Somerset, James Hooper se proponen escalar el Everest. Luego de entrenar en Escocia, en los alpes franceses, en Spantik en Pakistán y en Ama Dablam en Nepal, el 17 de mayo de 2006 ambos llegan a la cima del Everest. Con esta hazaña Gauntlett se convierte en el británico más joven en ascender al Everest, sólo una semana antes de su decimonoveno cumpleaños.

## De polo a polo
Entre el 8 de abril de 2007 y el 9 de octubre de 2008 Gauntlett y Hooper realizaron una expedición desde el Polo Norte Magnético hasta el Polo Sur Magnético junto con el mexicano Diego González Joven, utilizando solamente energía humana y natural, para ayudar al incremento en el conocimiento del cambio climático, y a la vez motivar a la juventud a que alcancen sus metas por muy imposibles o difíciles que sean. El recorrido se hizo esquiando y en trineos tirados por perros desde el polo norte hasta Upernavik, de ahí se tomó un velero hasta Nueva York, haciendo escala en Halifax, Canadá. Al desembarcar en Nueva York, se recorrió en bicicleta hasta la ciudad de Panamá y luego navegaron en velero a Guayaquil en Ecuador. Luego retomaron sus bicicletas para viajar a Punta Arenas, Chile para tomar un velero al polo magnético sur para posteriormente llegar a Sídney Australia, habiendo completado un viaje de más de 40.000 km. La expedición, además, ayudó a recolectar fondos para la organización "The Prince's Trust"; y, en noviembre de 2008, Gauntlett y Hooper fueron nombrados "Aventureros del año" por la National Geographic Society en Washington D. C.

## Muerte
En la mañana del 10 de enero de 2009 un equipo de rescate alpino encontró los cuerpos sin vida de Gauntlett y su compañero de cordada James Atkinson, quienes murieron en un accidente, posiblemente debido a una avalancha o bloque de hielo que se desprendió mientras escalaban en hielo en la región Chamonix en los Alpes Franceses. Ambos tenían 21 años.

## Adicional
Gauntlett era escalador de hielo y roca, triatlonista y también practicaba ciclismo, velerismo y daba charlas motivacionales y educativas.